# Ингвеонские языки

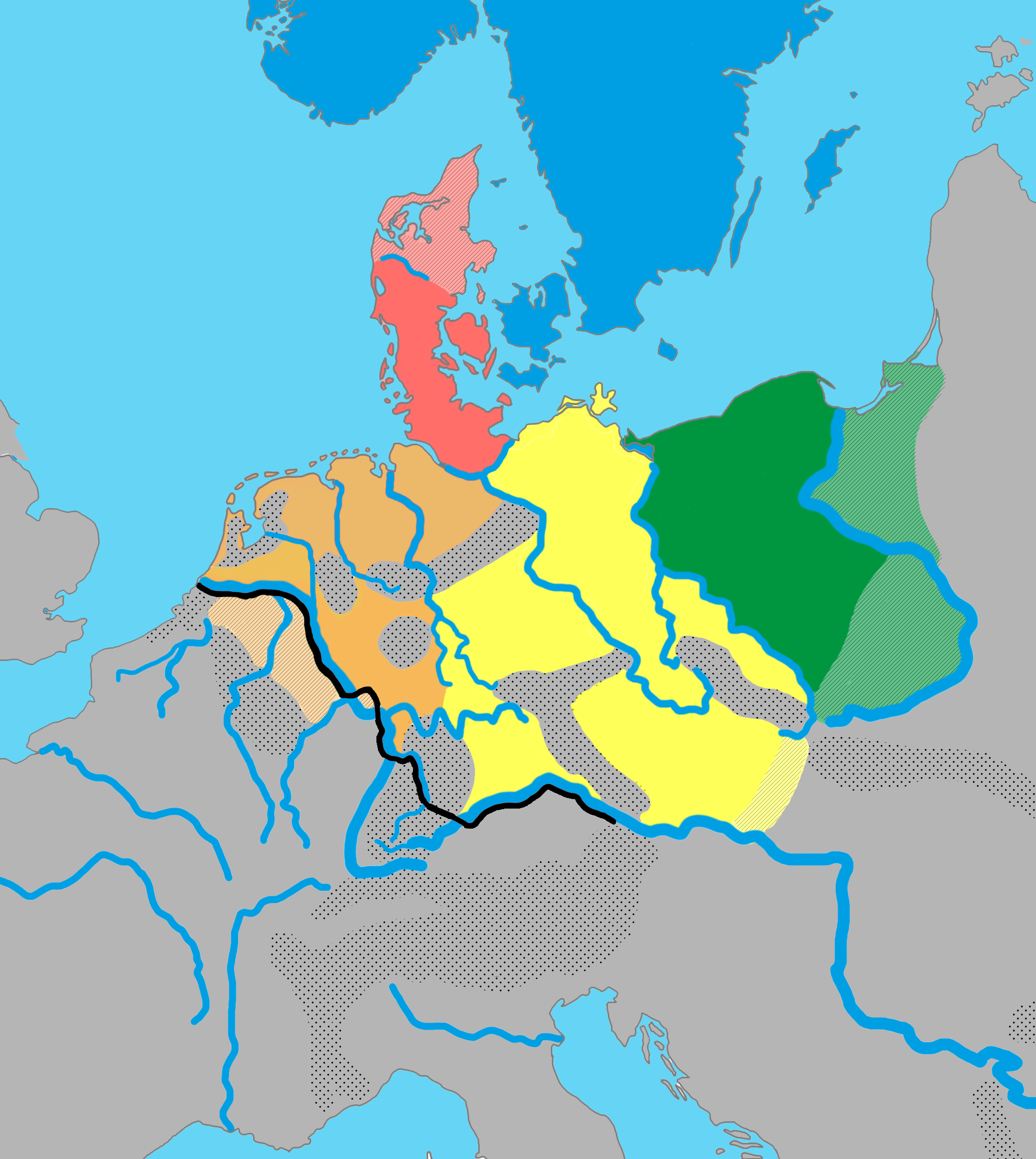
Распространение германских диалектных групп в Европе около 1 года нашей эры:
Северогерманские языки
Ингвеонские языки
Иствеонские языки
Ирминонские языки
Восточногерманские языки

Ингвеонские языки (также североморские языки) — теоретическая группа северных западногерманских языков, к которой относят древнефризский, древнеанглийский, древнесаксонский языки и их языки-потомки. В первой половине I тыс. н. э. им противопоставлялись иствеонская (рейнско-везерская) и эрминонская (приэльбская) группы племенных языков/диалектов западногерманского ареала.

## Название
Название «Ингвеонские языки» происходит от Ингевонов, германской культурной группы или праплемени, которые проживало на берегах Северного моря. Группа праплемен не была однородной в языковом плане, однако, имела ряд общих черт. Вероятно, ингевоны говорили на разных, но тесно связанных между собой германских диалектах.
Утверждение о существовании ингевонской группы языков впервые было выдвинуто немецким лингвистом Фридрихом Мауером в 1942 году в работе «Nordgermanen und Alemanen».

## Ингвеонизмы в других германских языках
Ингвеонизмы — совокупные явления, которые являются общими для нижненемецких диалектов, а также других германских языков, расположенных вокруг Северного моря.
Наиболее важными являются следующие ингвеонизмы:
- отсутствие второго передвижения согласных. Например, ингв. dat — нем. das; англ. o-th-er — нем. an-d-er
- выпадение сонорных «m» и «n» перед согласными. Например, англ. as — нем. a-l-s; англ. us — нем. u-n-s; англ. other — нем. a-n-der
- отсутствие дифтонгирования. Например, англ. my — нем. mein, ингв. sin — нем. sein